# Pero neuquena
Pero neuquena là một loài bướm đêm trong họ Geometridae.